# The Grapes (Wandsworth)

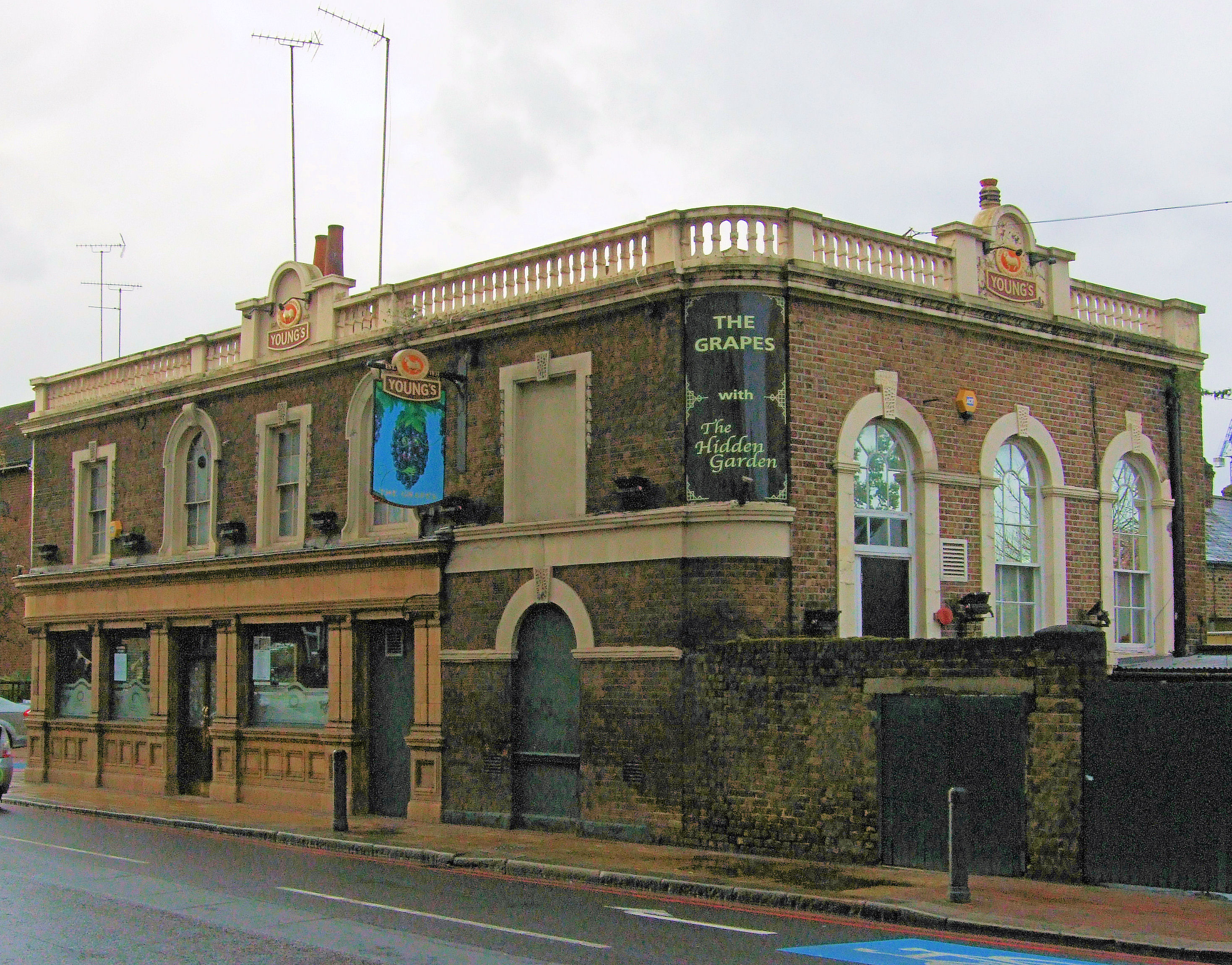
The Grapes

The Grapes é um pub listado como Grau II no 39 Fairfield Street, Wandsworth, em Londres, Inglaterra.
Foi construído em meados do século XIX.